# Dear Evan Hansen
Dear Evan Hansen – musical z muzyką i słowami stworzonymi przez Benja Paska i Justina Paula oraz scenariuszem autorstwa Stevena Levensona.
Musical został premierowy wystawiony w lipcu 2015 na scenie Arena Stage w Waszyngtonie. Od marca do maja 2016 prezentowany był w produkcji off-broadwayowskiej w Second Stage Theatre, zaś w grudniu 2016 odbyła się jego premiera na scenie Music Box Theatre na Broadwayu.
Podczas 71. rozdania nagród Tony twórcy odebrali sześć statuetek, w tym dla najlepszego aktora musicalowego (Ben Platt) i najlepszej aktorki drugoplanowej (Rachel Bay Jones) oraz za najlepszy musical i najlepszą muzykę oryginalną.
W sierpniu 2020 rozpoczęto pracę nad adaptacją filmową musicalu, za którą odpowiadała wytwórnia Universal Pictures, a współproducentem był Marc Platt, ojciec Bena Platta, który powtórzył swój występ w tytułowej roli. Reżyserem filmu jest Stephen Chbosky.

## Tło
Musical inspirowany jest wydarzeniami z lat licealnych Benja Paska. Spektakl ukazuje historię nastolatka, który wymyśla ważną rolę dla siebie w tragedii, w której nie brał udziału.
Przed pierwszą produkcją teatralną było kilka czytań: w maju 2014 w Pearl Studios (Nowy Jork), w lipcu 2014 w Chelsea Studios (Nowy Jork) i we wrześniu 2014 w Manhattan Movement and Arts Studio (Nowy Jork). Warsztaty miały miejsce w marcu 2015 w Gibney Dance Center. Na początku projekt nosił nazwę The PPL Project. Ben Platt był zaangażowany w projekt od pierwszych czytań.

## Streszczenie

### Akt 1
Nastoletni Evan Hansen zmaga się z lękiem społecznym, który utrudnia mu nawiązywanie znajomości i wyrażanie własnych myśli. Terapeuta proponuje mu pisanie listów do samego siebie, w których opisywałby, co dobrego może spotkać go każdego dnia. Przed pierwszym dniem ostatniego roku liceum matka chłopaka – Heidi – sugeruje mu, że może zaprzyjaźnić się z innymi przez proponowanie im, by podpisali się na gipsie na jego ręce, którą to złamał latem, spadłszy z drzewa. W tym samym czasie, po drugiej stronie miasta, zamożna rodzina Murphy – Cynthia, Larry oraz ich dzieci Zoe i Connor – siada do śniadania. Zoe i Larry strofują Connora za to, że naćpał się przed pójściem do szkoły. Cynthia jednocześnie boleje nad tym, że jej rodzina się rozpada. Obie matki zastanawiają się, jak porozumieć się ze swoimi synami („Anybody Have a Map?”).
Evan w szkole wbiega na Alanę, koleżankę z klasy, i Jareda, swojego jedynego przyjaciela. Oboje zauważają jego złamaną rękę, ale nie podpisują się na jego gipsie. Następnie Evan wbiega na Connora, który interpretuje nieporadność Evana jako naśmiewanie się z niego, przez co Connor popycha Evana na ziemię. Zoe, w której Evan się podkochuje, czuje się zobowiązana do przeproszenia za zachowanie brata. Evan zastanawia się, czy jego przeznaczeniem jest bycie wyrzutkiem ignorowanym przez resztę społeczeństwa („Waving Through a Window”).
Evan, zasmucony swym losem, pisze do siebie kolejny list, w którym zastanawia się, czy ktokolwiek by zauważył, gdyby go nie było. Zauważa, że cała nadzieja pozostaje w Zoe, ponieważ jego zauroczenie w niej jest jedyną rzeczą, która przynosi mu radość. W szkolnej sali komputerowej, gdzie drukuje list, napotyka Connora, który proponuje mu, że podpisze mu się na gipsie. Connor czyta list Evana i wścieka się na wspomnienie o Zoe, ponieważ odbiera to jako celowe zagranie Evana, by go wyśmiać. Wybiega, biorąc ze sobą list.
Mija kilka dni bez śladu Connora. Evan niepokoi się, co chłopak mógł zrobić z listem. W rozmowie z Jaredem opowiada o zadaniu od terapeuty, który zalecił mu pisanie listów do samego siebie, po czym przyznaje, że martwi się, co Connor mógł zrobić z ostatnim listem. Wkrótce zostaje wezwany do gabinetu dyrektora, od którego dowiaduje się, że Connor kilka dni wcześniej popełnił samobójstwo, a przy jego ciele znaleziono list Evana, który – jak sądzili – został zaadresowany do niego. Evan idzie do domu Connora, żeby porozmawiać z jego mamą. Podczas spotkania kłamie, przyznając, że z Connorem byli najlepszymi przyjaciółmi i twierdząc, że w sekrecie wysyłali sobie maile. Opowiada także zmyśloną relację z dnia, w którym złamał rękę, sugerując, że Connor był wówczas przy nim („For Forever”).
Matka przypomina Evanowi, że musi zacząć ubiegać się o stypendia na studia. Wspomina, że słyszała o śmierci Connora, ale Evan mówi jej, żeby się nie martwiła i że nie znał Connora. Po zdaniu sobie sprawy, że potrzebuje dowodów na domniemane „sekretne maile”, pozyskuje pomoc Jareda w tworzeniu fałszywych wiadomości między nim a Connorem („Sincerely, Me”).
Po tym, jak Evan pokazuje rodzinie Murphy fikcyjne maile, Cynthia jest zachwycona, że jej syn miał przyjaciela. Larry jest zraniony, że Connor uznał rodzinę i uprzywilejowane życie za pewnik. Zoe, która była wyobcowana przez agresywne zachowanie Connora, odmawia opłakiwania go („Requiem”). Po przeczytaniu listu samobójczego spostrzega, że została w nim wspomniana i pyta Evana, dlaczego Connor miałby o niej to mówić. Evan, niepotrafiąc powiedzieć jej prawdy o swych uczuciach, wymienia powody, dla których skrycie ją kocha w taki sposób, by brzmiały jak wyznania Connora („If I Could Tell Her”). Pod wpływem emocji całuje dziewczynę, ale ta odpycha go i każe wyjść.
Evan i Alana zauważają, że ludzie w szkole zaczynają zapominać o Connorze. Evan, zachęcony przez wizję Connora, pozyskuje pomoc Alany i Jareda w założeniu „Projektu Connor”, organizacji zajmującej się podtrzymywaniem pamięci Connora. Trójka przedstawia swój pomysł Murphym, którzy zgadzają się, żeby wesprzeć projekt („Disappear”). Cynthia, poruszona poświęceniem Evana, daje mu krawat, który kupiła z myślą o Connorie, jednocześnie prosi chłopaka, żeby założył go podczas swojej przemowy na nabożeństwie żałobnym Connora. Podczas oficjalnego otwarcia „Projektu Connor” Evan daje inspirującą przemowę o swojej samotności i przyjaźni z Connorem. Przemówienie rozprzestrzenia się w sieci. Zoe całuje Evana („You Will Be Found”).

### Akt 2
Evan i Alana wpadają na pomysł zorganizowania zbiórki pieniędzy na stronie internetowej „Projektu Connor”. W celu upamiętnienia Connora chcą zebrać 50 tys. dolarów w trzy tygodnie, by otworzyć opuszczony sad, w którym – według zmyślonej historii Evana – chłopcy spędzali czas. Pomimo zaangażowania Alany w projekt, Evan jest pochłonięty swoim związkiem z Zoe i spędzaniem czasu z rodziną Murphych, przez co zaczyna zaniedbywać swoją mamę, Jareda i „Projekt Connor”.
Heidi mówi Evanowi, że widziała nagranie jego mowy na Facebooku i pyta, dlaczego nie powiedział jej o „Projekcie Connor” i o przyjaźni z Connorem. Rozgniewany chłopak odpowiada, że nie było ku temu okazji, bo jej nigdy nie ma w domu. Pełen emocji ucieka do rodziny Murphy, mówiąc Heidi, że idzie do Jareda. Zżywa się z Larrym Murphym i opowiada mu o swoim dzieciństwie. Larry daje mu rękawicę baseballową swojego syna, której ten nigdy nie użył („To Break in a Glove”).
Evan mówi Zoe, że on i jego matka nie mają pieniędzy, więc potrzebuje stypendium, by iść na studia. Gdy zaczyna wspominać Connora, Zoe mówi mu, że nie chce, by ich związek opierał się tylko na rozmowach o Connorze („Only Us”). Evan kłóci się z Jaredem, ponieważ ten powiedział, że śmierć Connora to najlepsze, co mu się przytrafiło, ponieważ nie jest już niewidzialny dla społeczeństwa, poza tym ma dziewczynę, o której marzył. Evan zostaje zaproszony na obiad do państwa Murphych. Na miejscu odkrywa, że zaproszona została także Heidi. Matka Evana dowiaduje się, że Larry i Cynthia chcą dać jej synowi pieniądze na studia. Heidi i Evan kłócą się, upokorzona kobieta oskarża go o oszustwo, a chłopak mówi jej, że w domu Murphych czuje się akceptowany i chciany.
Alana zaczyna znajdować nieścisłości w fałszywych e-mailach między Evanem a Connorem. Evan prosi Jareda, by ten pomógł mu usunąć wiadomości, ale ten odmawia i grozi mu, mówiąc, że go wyda, na co Evan mówi, że także może ujawnić rolę Jareda w spisku. Heidi, Alana i Jared zbiegają się w sumieniu Evana, potęgując jego winę i wątpliwości co do jego decyzji („Good for You”).
Evan decyduje się opowiedzieć o wszystkim, co zrobił, jednak duch Connora próbuje wybić mu to z głowy i uświadamia Evana, że jeśli wyzna całą prawdę, to wszystko straci, a jedyne, co mu pozostanie, to samotność („For Forever (Reprise)”).
Rodzina Murphych stała się celem nienawistnych komentarzy, ponieważ ludzie uważają, że są odpowiedzialni za śmierć Connora. Zrozpaczony Evan wkracza w środek kłótni Murphych o prawdziwy powód samobójstwa Connora. Przyznaje się do kłamstwa, wyjaśniając, że miał nadzieję, że poprzez tragedię uda mu się stworzyć prawdziwą więź z Murphymi. Gdy Zoe razem ze swoją matką odchodzą, Larry z obrzydzeniem odwraca się w stronę Evana. Samotny Evan skupia się na swoim zepsuciu jako na czymś nieuniknionym, co powinien ukrywać przed innymi („Words Fail”).
Heidi widzi list w sieci i wie, że był on jednym z zadań terapeutycznych, jakie miał wykonać Evan. Przeprasza go za niedostrzeganie, jak bardzo jej syn cierpiał, mimo że Evan nie wini jej, mając w pamięci oszustwa, które popełnił. Chłopak niejasno przyznaje, że upadek z drzewa był tak naprawdę próbą samobójczą. Heidi przypomina sobie dzień, w którym ojciec Evana wyprowadził się z domu i jak nie miała pojęcia, jak dalej da sobie radę bez niego, sama, ostatecznie jednak zdaje sobie sprawę, że nie była sama - miała Evana i wiedziała, że obydwoje mogą przetrwać wszystko tak długo, jak będą razem. Heidi ze łzami w oczach obiecuje synowi, że zawsze będzie przy nim, gdy ten będzie jej potrzebował ("So Big / So Small").
Rok później, Evan wciąż mieszka w domu i pracuje w Pottery Barn, żeby zarobić dość pieniędzy, by podczas następnego semestru pójść do koledżu. Kontaktuje się z Zoe, której nie widział, odkąd poznała prawdę, i prosi ją o spotkanie. Dziewczyna nalega, żeby odbyło się ono w sadzie, ponownie otwartym ku pamięci Connora. Evan przeprasza ją za ból, który spowodował poprzez manipulowanie jej rodziną i dziękuje jej oraz jej rodzicom za utrzymanie wszystkiego w tajemnicy. Zoe przebacza chłopakowi, mówiąc, że to doświadczenie sprawiło, że jej rodzina stała się sobie bliższa, ponieważ "wszyscy do czegoś go potrzebowali". Evan pyta ją, dlaczego chciała się spotkać w sadzie, na co ona odpowiada, że chciała, by go zobaczył. Po chwili spędzonej razem, oboje odchodzą w swoją stronę, zaś Evan w myślach pisze do siebie ostatni list, poruszający wpływ, jaki miał na swoje otoczenie, ostatecznie akceptując samego siebie ("Finale").

## Role i najważniejsza obsada

### Obsada
| Postaci        | Czytanie maj 2014       | Czytanie lipiec 2014    | Czytanie wrzesień 2014  | Waszyngton              | Off-Broadway 2016       | Music Box Theatre 2016  | Trasa w USA 2018 | West End 2019        |
| -------------- | ----------------------- | ----------------------- | ----------------------- | ----------------------- | ----------------------- | ----------------------- | ---------------- | -------------------- |
| Evan Hansen    | Ben Platt               | Ben Platt               | Ben Platt               | Ben Platt               | Ben Platt               | Ben Platt               | Ben Levi Ross    | Sam Tutty            |
| Heidi Hansen   | Rachel Bay Jones        | Rachel Bay Jones        | Rachel Bay Jones        | Rachel Bay Jones        | Rachel Bay Jones        | Rachel Bay Jones        | Jessica Phillips | Rebecca McKinnis     |
| Zoe Murphy     | Barrett Wilbert Weed    | Laura Dreyfuss          | Laura Dreyfuss          | Laura Dreyfuss          | Laura Dreyfuss          | Laura Dreyfuss          | Maggie McKenna   | Lucy Anderson        |
| Cynthia Murphy | Jennifer Laura Thompson | Jennifer Laura Thompson | Jennifer Laura Thompson | Jennifer Laura Thompson | Jennifer Laura Thompson | Jennifer Laura Thompson | Christiane Noll  | Lauren Ward          |
| Larry Murphy   | Michael Park            | Michael Park            | Michael Park            | Michael Park            | John Dossett            | Micheal Park            | Aaron Lazar      | Rupert Young         |
| Connor Murphy  | Will Pullen             | Mike Faist              | Mike Faist              | Mike Faist              | Mike Faist              | Mike Faist              | Marrick Smith    | Doug Colling         |
| Alana Beck     | Erin Wilhelmi           | Emily Walton            | Kristolyn Lloyd         | Alexis Molnar           | Kristolyn Lloyd         | Kristolyn Lloyd         | Phoebe Koyabe    | Nicole Raquel Dennis |
| Jared Kleinman | Alex Wyse               | Will Roland             | Will Roland             | Will Roland             | Will Roland             | Will Roland             | Jared Goldsmith  | Jack Loxton          |

### Godne uwagi zastępstwa obsady z Broadwayu
- Evan Hansen: Noah Galvin[8], Taylor Trensch[8], Andrew Barth Feldman[9], Jordan Fisher[10]
- Zoe Murphy: Mallory Bechtel[11]
- Heidi Hansen: Lisa Brescia[12], Jessica Phillips
- Connor Murphy: Alex Boniello[13]

## Piosenki
|  | Act 1 - „Anybody Have a Map?” – Heidi, Cynthia - „Waving Through a Window” – Evan - „Waving Through a Window (Reprise #1)” – Evan - „Waving Through a Window (Reprise #2)” – Alana - „For Forever” – Evan - „Sincerely, Me” – Connor, Evan, Jared - „Requiem” – Zoe, Cynthia, Larry - „If I Could Tell Her” – Evan, Zoe - „Disappear” – Connor, Evan, Alana, Jared, Larry, Cynthia, Zoe - „You Will Be Found” – Evan, Alana, Jared, Zoe, Company, VC (virtual community) | Act 2 - „Sincerely, Me” (repryza)* – Connor, Jared - „To Break In a Glove” – Larry, Evan - „Only Us” – Zoe, Evan - „Good for You” – Heidi, Alana, Jared, Evan - „For Forever (repryza)” – Connor - „You Will Be Found (repryza)” – Alana, Jared, VC - „Words Fail” – Evan - „So Big / So Small” – Heidi - „Finale” – Evan, Company |

### Orkiestracja
Widowisko jest zorkiestrowane dla zespołu ośmiu muzyków, włączając w to dyrektora muzycznego. W orkiestrze są: instrumenty klawiszowe, skrzypce, altówka, wiolonczela, gitara pierwsza, gitara druga, gitara basowa na zmianę z kontrabasem i perkusja. Sztuka była dyrygowana przez Alexa Lacamoire’a, który w 2017 zdobył nagrodę Tony za najlepszą orkiestrację.

### Nagranie
Oryginalny album obsady z Broadwayu został wydany 3 lutego 2017. Piosenka w albumie „Waving Through a Window” została wydana wcześniej jako specjalne wydanie dla tych, którzy zamówili album w przedsprzedaży. Utwór „Requiem” został udostępniony w sieci 26 stycznia 2017, tydzień przed wydaniem albumu. Następnego dnia piosenka została wydana jako drugie wydanie specjalne dla klientów. Piosenki z finału aktu pierwszego „You Will Be Found” była dostępna do pierwszego odsłuchania 30 stycznia 2017.
Album obsady zadebiutował na ósmym miejscu listy Billboard 200. Został wydany na płycie CD 24 lutego 2017.
W 2018 twórcy albumu odebrali za płytę nagrodę Grammy w kategorii najlepszy album musicalowy.
26 września 2018 producenci ogłosili wydanie rozszerzonej wersji albumu, zawierającej wszystkie nagrania z Broadwayu oraz dodatkowe piosenki i covery. Album miał być wydany 19 października, jednakże jego premiera została przesunięta na 2 listopada.
Katy Perry nagrała swoją wersję utworu „Waving Through a Window” w celu promocji trasy koncertowej musicalu.

## Odbiór
Musical zyskał uznanie krytyków, którzy doceniali m.in. występ Bena Platta w głównej roli. Spektakl zachęcił do dialogu na temat chorób psychicznych i samobójstwa wśród młodzieży.
Dear Evan Hansen został nominowany do dziewięciu nagród Tony. Twórcy ostatecznie odebrali sześć statuetek, w tym nagrodę za najlepszy musical, najlepszego aktora w musicalu (Platt) i najlepszą aktorkę drugoplanową (Bay Jones).

## Produkcje

### Produkcja polska
6 lutego 2024 Teatr Muzyczny w Poznaniu ogłosił premierę polskiej adaptacji spektaklu, która odbędzie się 7 września 2024. Za reżyserię spektaklu odpowiada Paweł Szkotak. 11 kwietnia teatr ogłosił polską obsadę, w skład której weszli:
- Evan Hansen — Marcin Franc, Maciej Badurka, Michał Kondyjowski (swing);
- Zoe Murphy — Iga Klein, Urszula Laudańska;
- Connor Murphy — Jakub Rayman, Bartosz Sołtysiak;
- Cynthia Murphy — Oksana Hamerska, Agnieszka Wawrzyniak;
- Larry Murphy — Radosław Elis, Patryk Kośnicki;
- Heidi Hansen — Dagmara Rybak, Katarzyna Tapek;
- Alana Beck — Aleksandra Daukszewicz, Joanna Rybka-Sołtysiak;
- Jared Kleinman — Maksymilian Pluto-Prądzyński, Maciej Zaruski.

## Adaptacje

### Powieść
Musical został zaadaptowany jako powieść przez aktora i pisarza piosenek Vala Emmicha, przy współpracy z Pasekiem, Paulem i Levensonem. Książka, zawierająca dodatkowe sceny i piosenki wycięte z musicalu, a także szerzej opisane wydarzenia fabularne, została wydana 9 października 2018 przez wydawnictwo Little, Brown Books for Young Readers. Tego samego dnia został wydany audiobook z narracją Bena Levi Rossa, Mike’a Faista i Mallory Bechtel. Książka zadebiutowała na drugim miejscu listy bestsellerów New York Times.
W Polsce książka została wydana 13 lutego 2019 pt. „Drogi Evanie Hansenie”. Tłumaczenie wykonała Aga Zano, a książkę wydało Wydawnictwo Otwarte.

### Film
29 listopada 2018 ogłoszono, że Universal Pictures zekranizuje musical. Będzie wyreżyserowany przez Stephena Chbosky’ego, scenariusz został napisany przez Levensona, który również będzie producentem wykonawczym wraz z Pasekiem i Paulem. Marc Platt i Adam Siegiel są producentami. Ben Platt wróci do roli jako tytułowy bohater, jak również Colton Ryan jako Connor Murphy, którego był dublerem w produkcji Broadwayu. Do nich dołączy Kaitlyn Dever jako Zoe Murphy, Julianne Moore jako Heidi Hansen, Amy Adams jako Cynthia Murphy, Danny Pino jako Larry Murphy, Nik Dodani jako Jared Kleinman i Amandla Stenberg jako Alana Beck. Stenberg będzie również pracować z Pasekiem i Paulem nad nową piosenką dla jej postaci, której rola została rozszerzona w filmie.
Postać Larry’ego Murphiego została stworzona na nowo jako ojczym Zoe i Connora, a nie jako ich biologiczny ojciec tak jak w sztuce, co wywołało mieszany odbiór od fanów musicalu. W filmie pojawią się nowe postaci grane przez DeMariusa Copesa, Geralda Caesara i Isaaca Colea Powella. Copes wcieli się w postać Olivera (przyjaciela Zoe), a Ceasar i Powell zagrają po kolei Josha i Rhysa – uczniów liceum. Nowy członek Liz Kate również ma pojawić się w filmie w nieujawnionej jeszcze roli.
Zdjęcia do filmu ruszyły 25 sierpnia 2020 w Atlancie w Georgii i w Los Angeles w Kalifornii.